# Lalli (Kehtna)
Lalli – wieś w Estonii, prowincji Rapla, w gminie Kehtna.